# 14812 Росаріо
14812 Росаріо (14812 Rosario) — астероїд головного поясу, відкритий 9 травня 1981 року.
Тіссеранів параметр щодо Юпітера — 3,428.